# 正教会圣尼古拉斯圣堂
正教会圣尼古拉斯圣堂（韓語：정교회 성 니콜라스 대성당）是韩国正教会的主教座堂，位于首尔麻浦区。1906年由俄罗斯正教会传教士兴建。
附近地铁站：首爾地鐵5號線的儿岭站。